# Elampus
Elampus is een geslacht van vliesvleugelige insecten van de familie Goudwespen (Chrysididae).

## Soorten
- E. albipennis Mocsáry, 1889
- E. bidens (Förster, 1853)
- E. cecchiniae (Semenov, 1967)
- E. constrictus (Förster, 1853)
- E. foveatus Mocsã Ry Lajos, 1914
- E. konowi (Du Buysson, 1892)
- E. panzeri (Fabricius, 1804)
- E. petri (Semenov, 1967)
- E. pyrosomus (Förster, 1853)
- E. sanzii Gogorza, 1887
- E. spina (Lepeletier, 1806)
- E. tauricus (Semenov, 1967)